# بلفيديري لانغي
بلفيديري لانغي هي بلدية (كوميون) في مقاطعة كونيو في منطقة بيدمونت الإيطالية، وتقع على بعد نحو 70 كيلومتر (43 ميل) جنوب شرق تورينو ونحو 35 كيلومتر (22 ميل) شمال شرق كونيو. اعتبارًا من 31 ديسمبر 2004، كان عدد سكانها 384 نسمة وتبلغ مساحتها 5.0 كيلومتر مربع (1.9 ميل2). 
تقع بلفيديري لانغي على حدود البلديات التالية: بونفيتشينو، كلافيسانا، دولياني، فاريليانو، موراتسانو.